# Edinburgh City FC (1928)
Edinburgh City was een Schotse amateurvoetbalclub uit de hoofdstad Edinburgh die in de jaren 1930 en 1940 in de Sctottish Football League speelde.

## Geschiedenis
De club werd in 1928 opgericht en was een equivalent van de Glasgowse club Queen's Park FC, dat altijd een amateurclub is gebleven, en sloot zich als amateurclub aan bij de Football League in 1931. De club verving Clybebank en won de stemming van Nithsdale Wanderers FC met 25 stemmen tegen zeven.
De club speelde 8 seizoenen in de 2de klasse maar kon daar nooit potten breken. In 1949 had de club financiële problemen en behield enkel nog een jeugdafdeling, in 1955 verdween de club.
In 1966 werd de Postal United Football Club opgericht dat in 1986 de naam Edinburgh City aannam ter nagedachtenis van de oude club.
In 1937 leed de club haar grootste nederlaand, een 13-2 pandoering tegen East Fife FC.